# 成都武侯祠
成都武侯祠，位于中华人民共和国四川省成都市南门武侯祠大街，是中国唯一的君臣合祀祠庙，由武侯祠、汉昭烈庙及惠陵组成，人们习惯将三者统称为武侯祠。成都武侯祠始建于公元223年修建惠陵（刘备的陵寝）之时，其中武侯祠（诸葛亮的专祠）建于唐以前，初与祭祀刘备（汉昭烈帝）的汉昭烈庙相邻，明朝初年重建时将武侯祠并入，形成了君臣合祀，祠堂与陵园合一的格局。除惠陵以外现存祠庙主体建筑为1672年清康熙年间复建。1984年成立成都武侯祠博物馆，2008年被评为首批国家一级博物馆。
成都武侯祠博物馆现分为三国历史遗迹区（又称文物区，由汉昭烈庙、武侯祠、惠陵、三义庙等组成）、西区（以刘湘陵园为主体）、锦里民俗区三大部分，面积15万平方米。2006年武侯祠被评为国家AAAA级旅游景区，是全中国影响最大的三国遗迹博物馆。

## 历史
惠陵、汉昭烈庙始建于蜀汉章武三年（223年），武侯祠由成汉李雄（303—334年在位）所建，最初位于成都少城。南北朝时武侯祠迁入。明初时惠陵、汉昭烈庙、武侯祠合并，并将刘备、诸葛亮合祀一殿，蜀人习惯将三者统称为武侯祠。明末流寇張獻忠據成都時，將武侯祠拆毀。现存的建筑是清康熙十一年（1672年）所建。

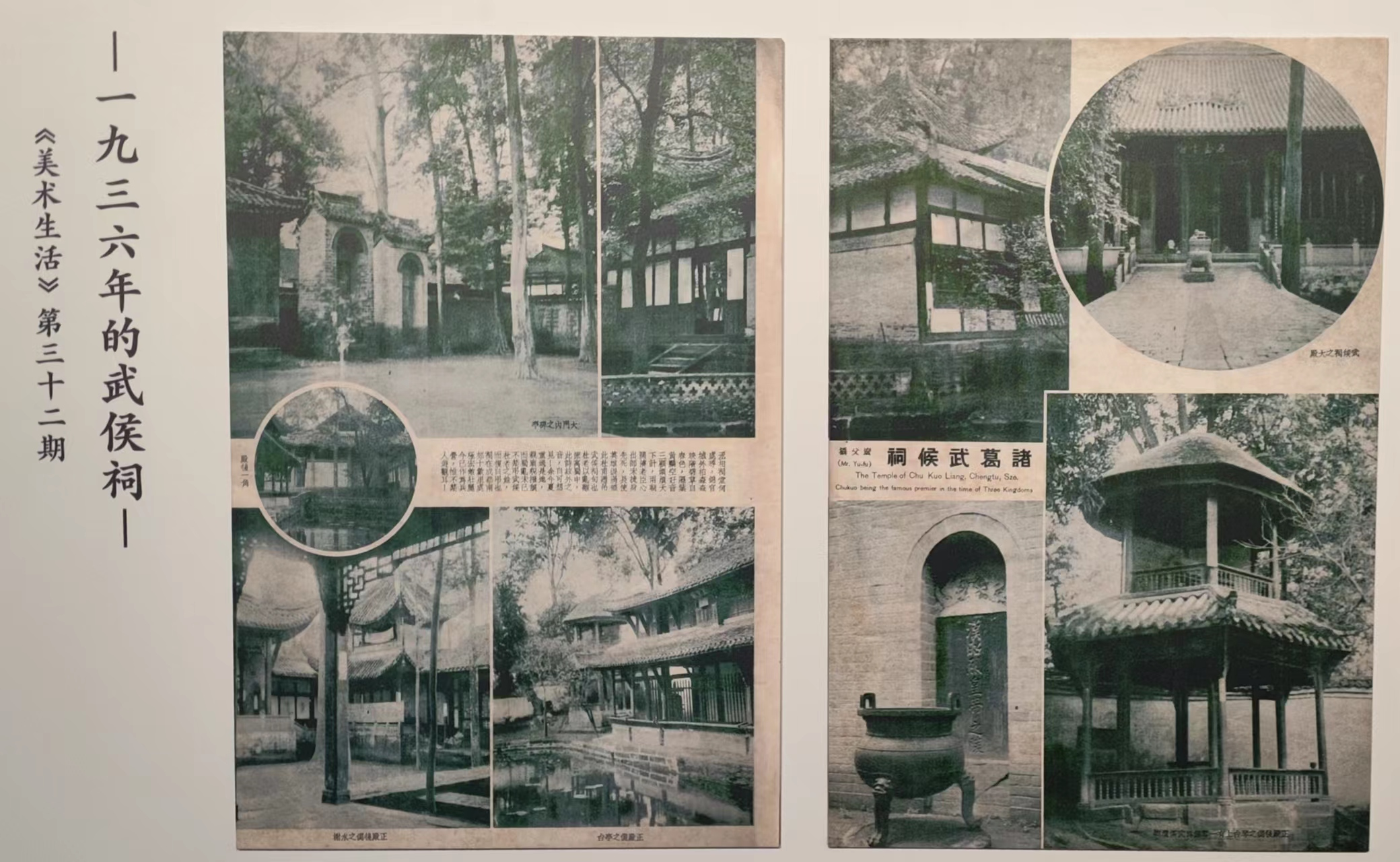
载于《美术生活》第32期的1936年的武侯祠实拍图，摄于成都武侯祠博物馆

民国十一年（1922年），川军临时总司令刘成勋在成都耆老劝说下，筹款修缮祠庙，并在刘沅更换的大庙大门匾“汉昭烈帝庙”上，增加题跋，变成“献 汉昭烈帝庙 四十八代裔孙刘成勋”，以刘备之后自诩。 1949年后，其刻铭被裁去，只留下“汉昭烈帝庙”五字。
1952年，武侯祠维修后开放游览。1961年3月4日，国务院将武侯祠公佈為第一批全國重點文物保護單位。1973年，成都武侯祠文物保管所成立，1984年改建为成都武侯祠博物馆。1998年，三义庙被整体迁建至武侯祠内。2003年，南郊公园并入。2016年9月，全国三国文化研究中心在武侯祠挂牌成立。

## 建筑
武侯祠分为前后两殿，形成昭烈庙（昭烈殿、刘备殿）在前，武侯祠（忠武殿、诸葛亮殿）在后，前高後低的格局。东西偏殿中有关羽、张飞塑像。东西两廊分别为文武廊房，塑有文武官雕像28座，殿内外还有许多匾联，其中以清赵藩的攻心联最为著名：“能攻心則反側自消，從古知兵非好戰。不審勢即寬嚴皆誤，後來治蜀要深思。”武侯祠大门后柏丛中有6块石碑，由唐宰相裴度撰文、柳公绰书写、石匠鲁建刻字，为后世称为“三绝碑”。武侯祠内柏树众多，气氛庄严、肃穆。

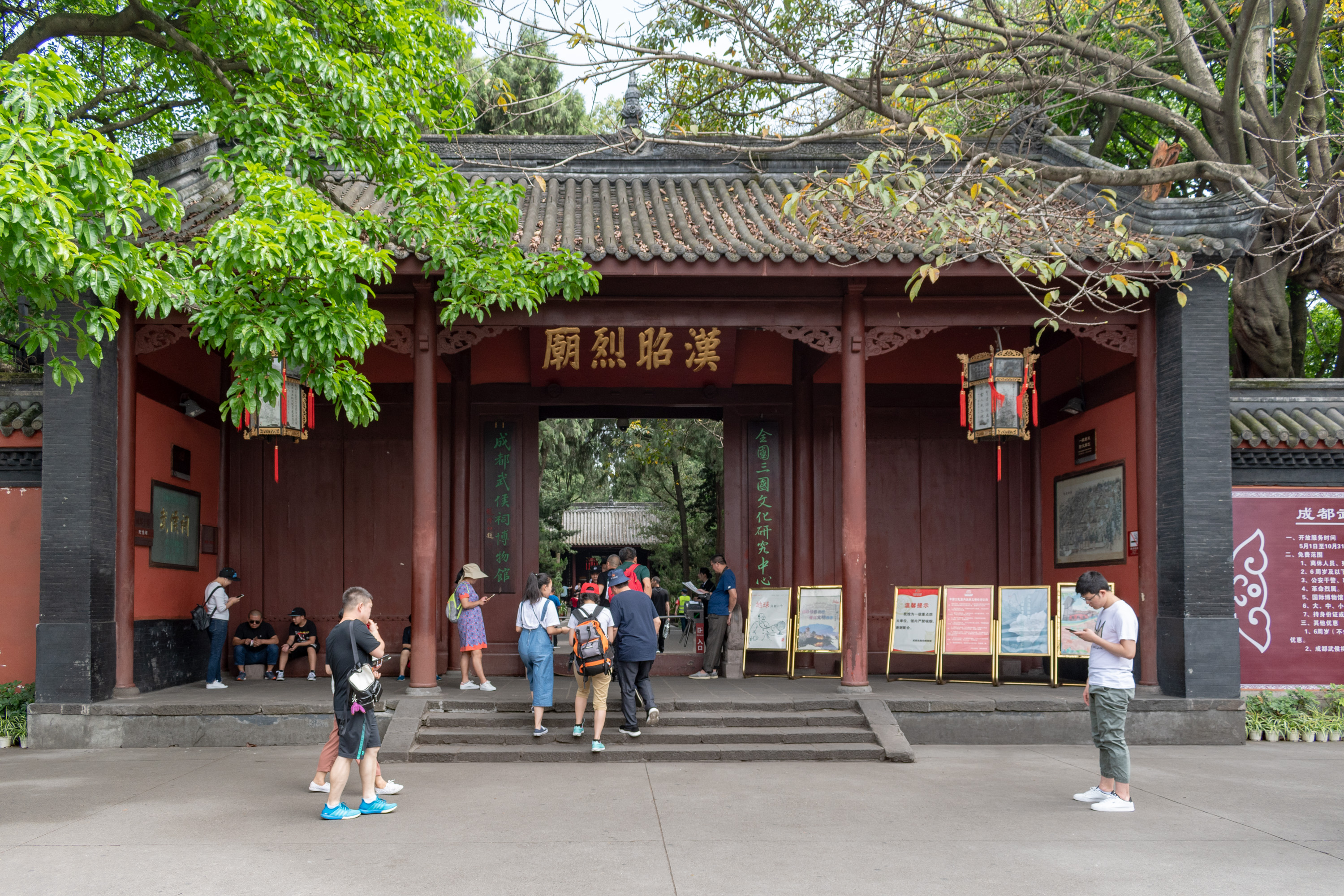
汉昭烈庙大门
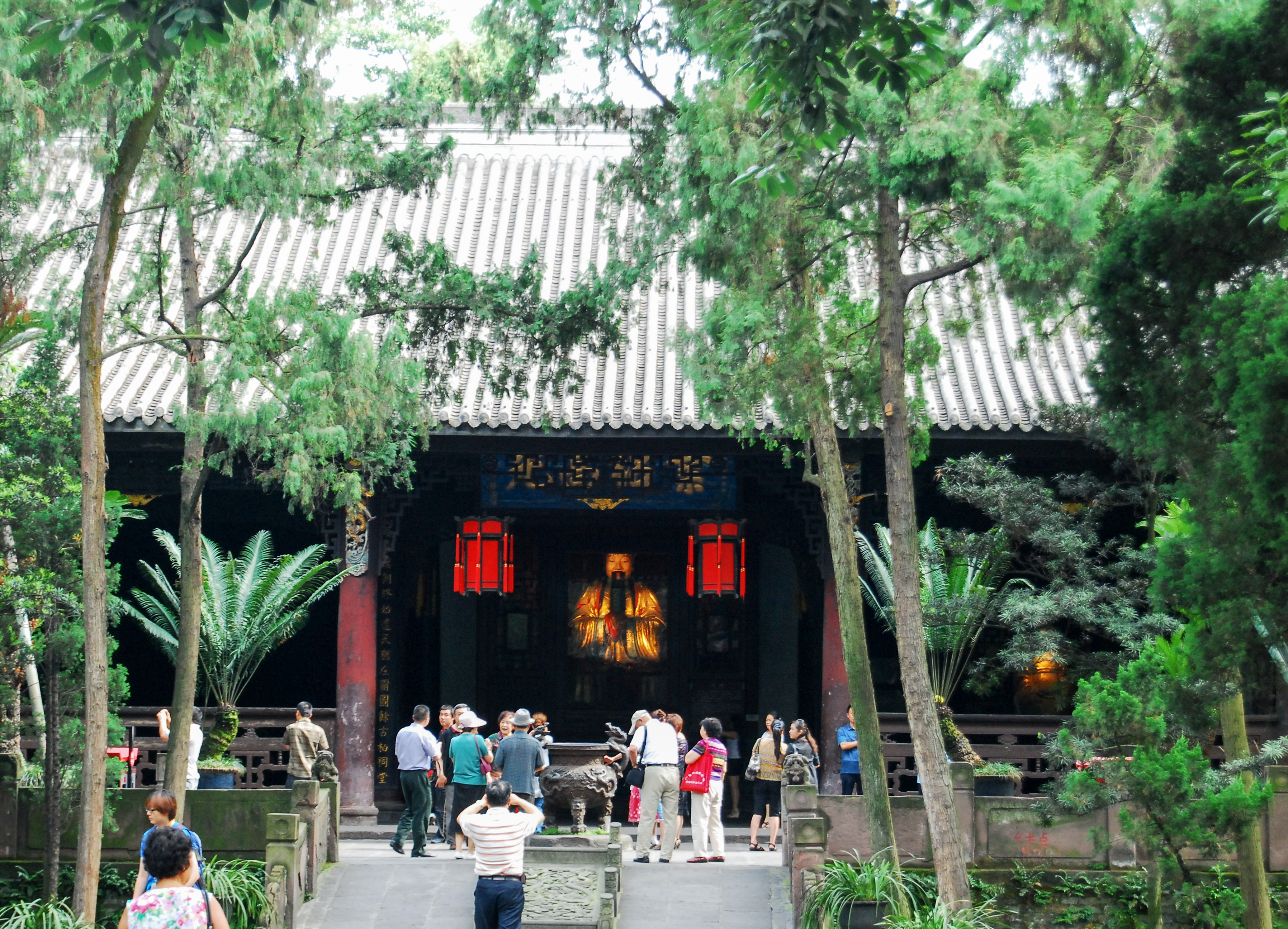
刘备殿
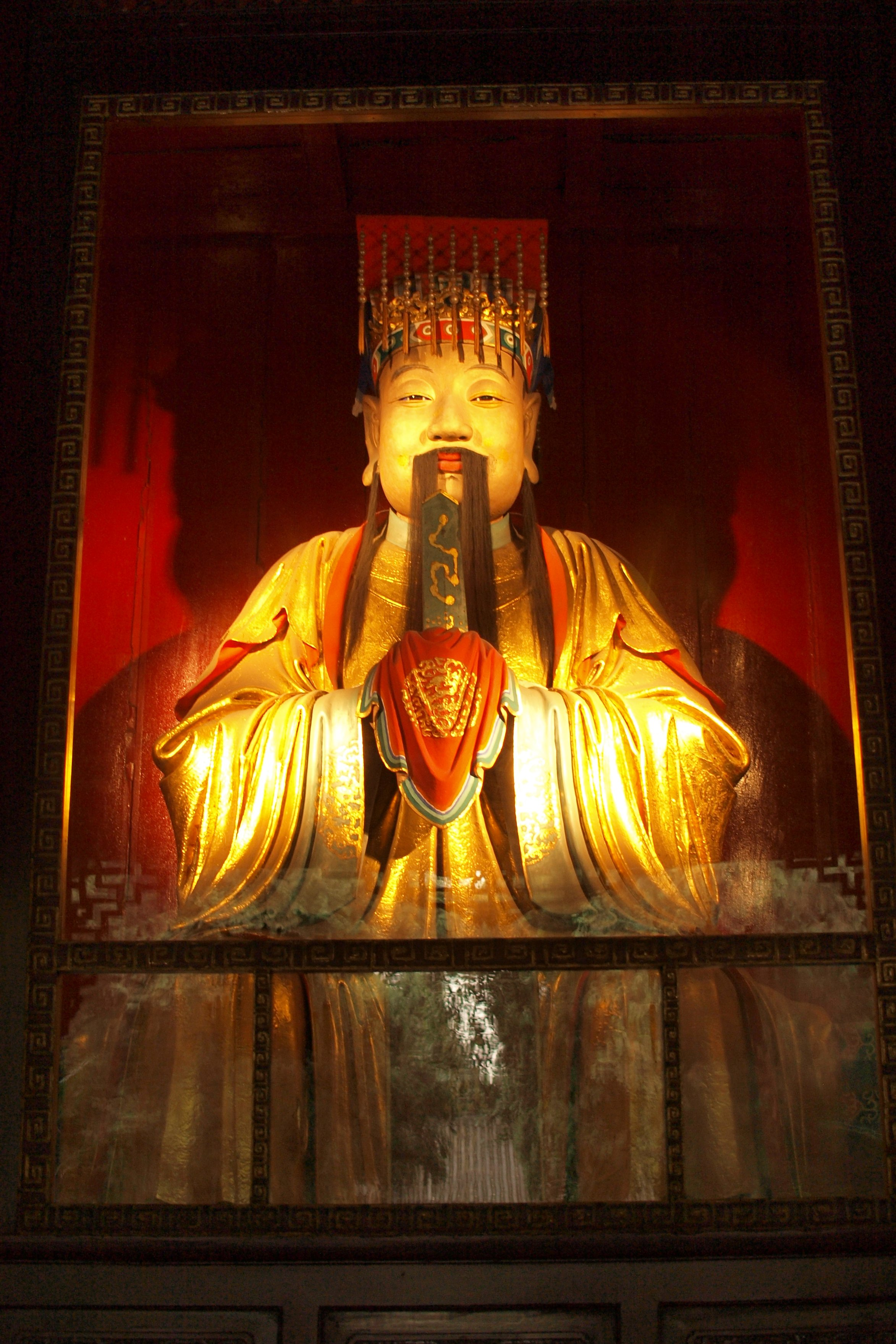
刘备殿中的刘备塑像
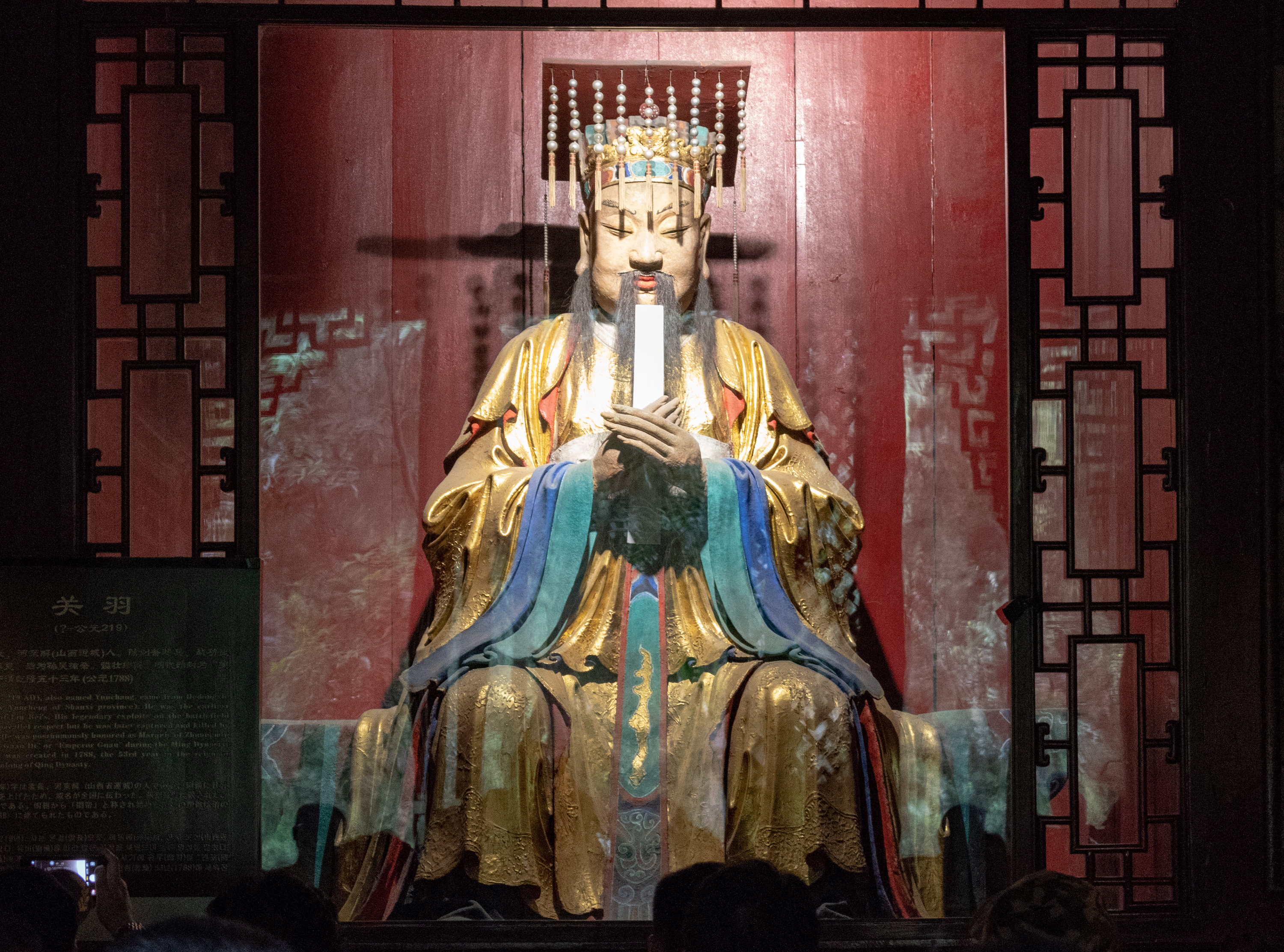
刘备殿中的关羽塑像
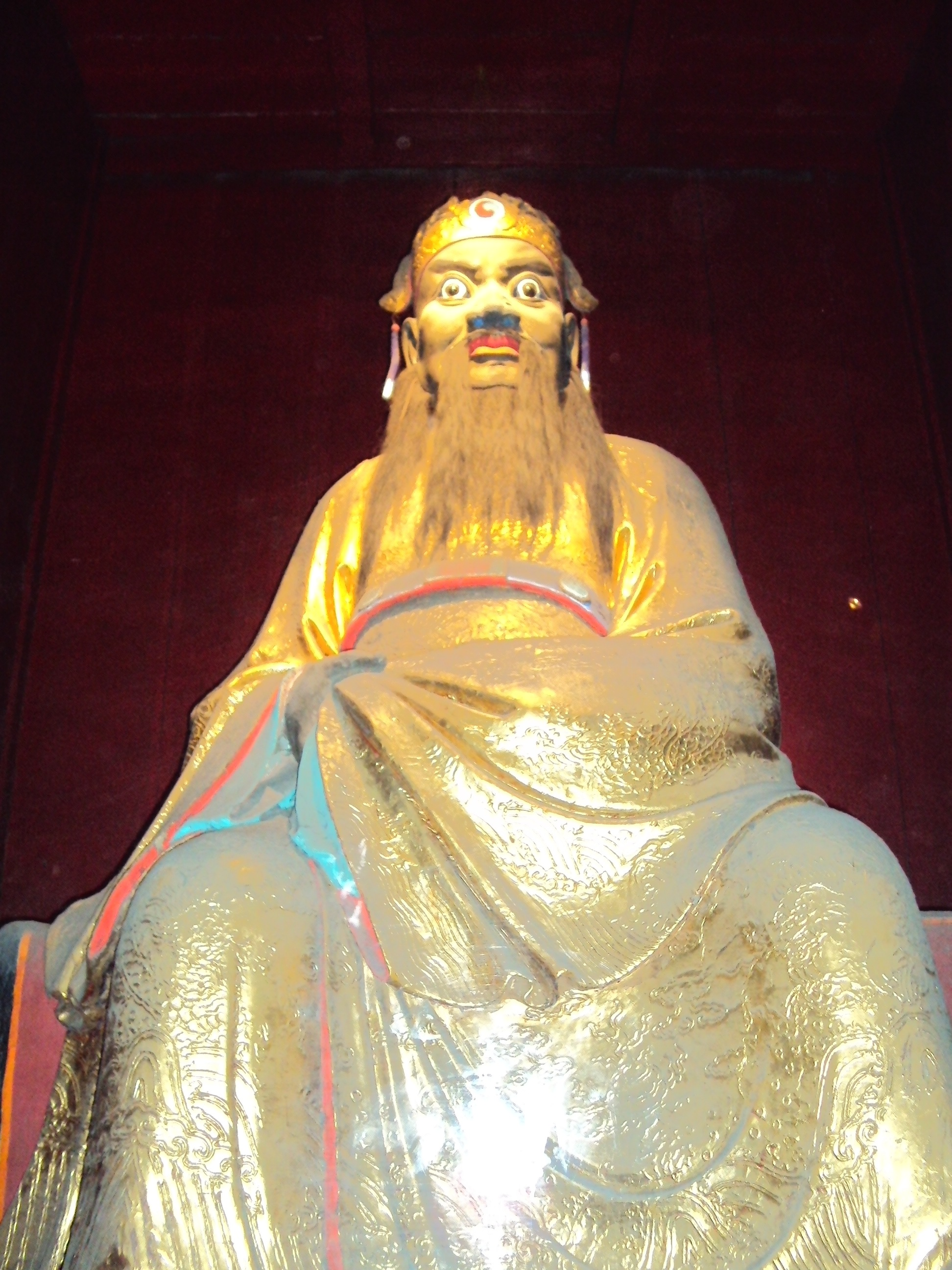
刘备殿中的张飞塑像
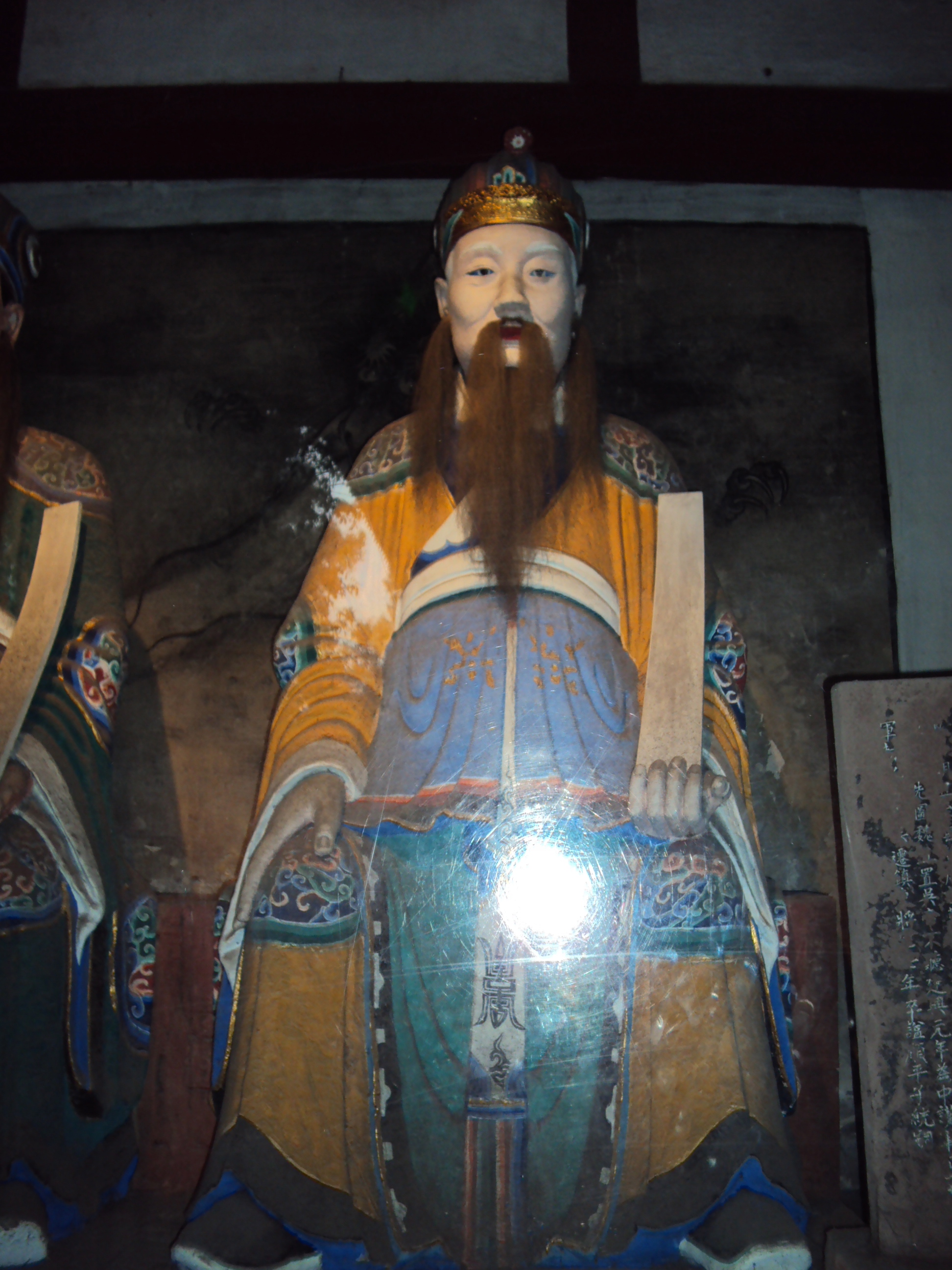
武将廊中的赵云塑像
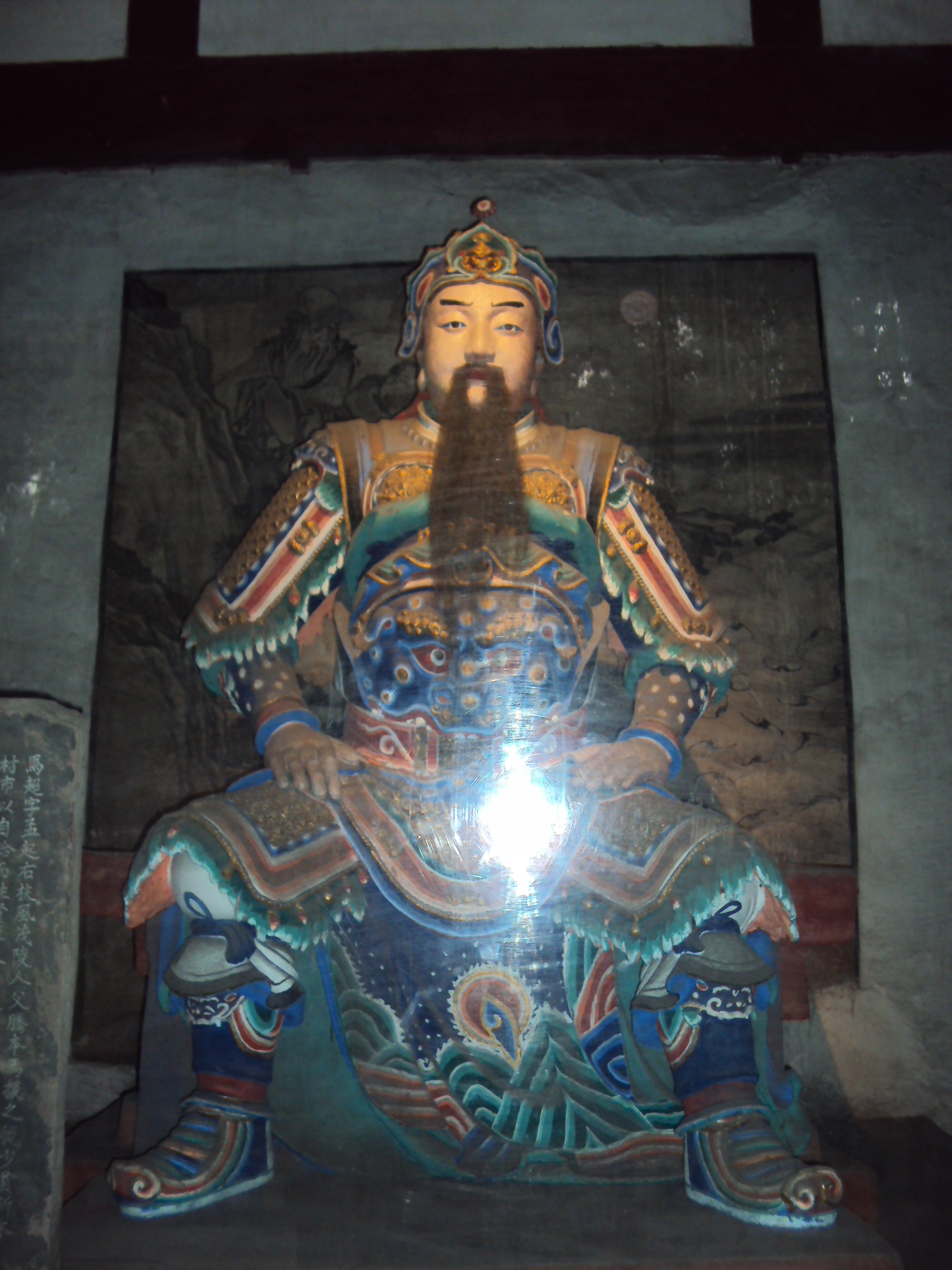
武将廊中的马超塑像
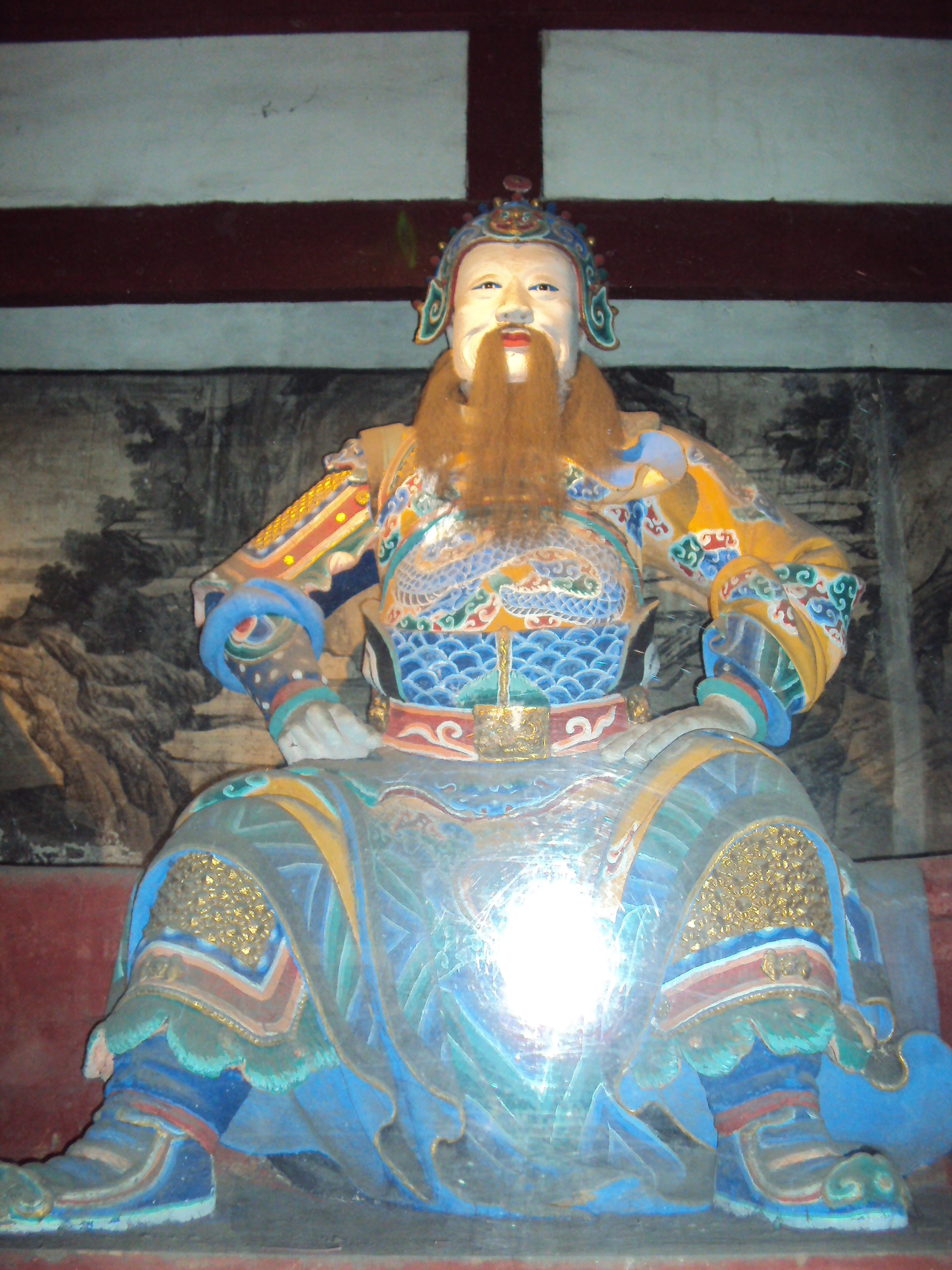
武将廊中的黄忠塑像
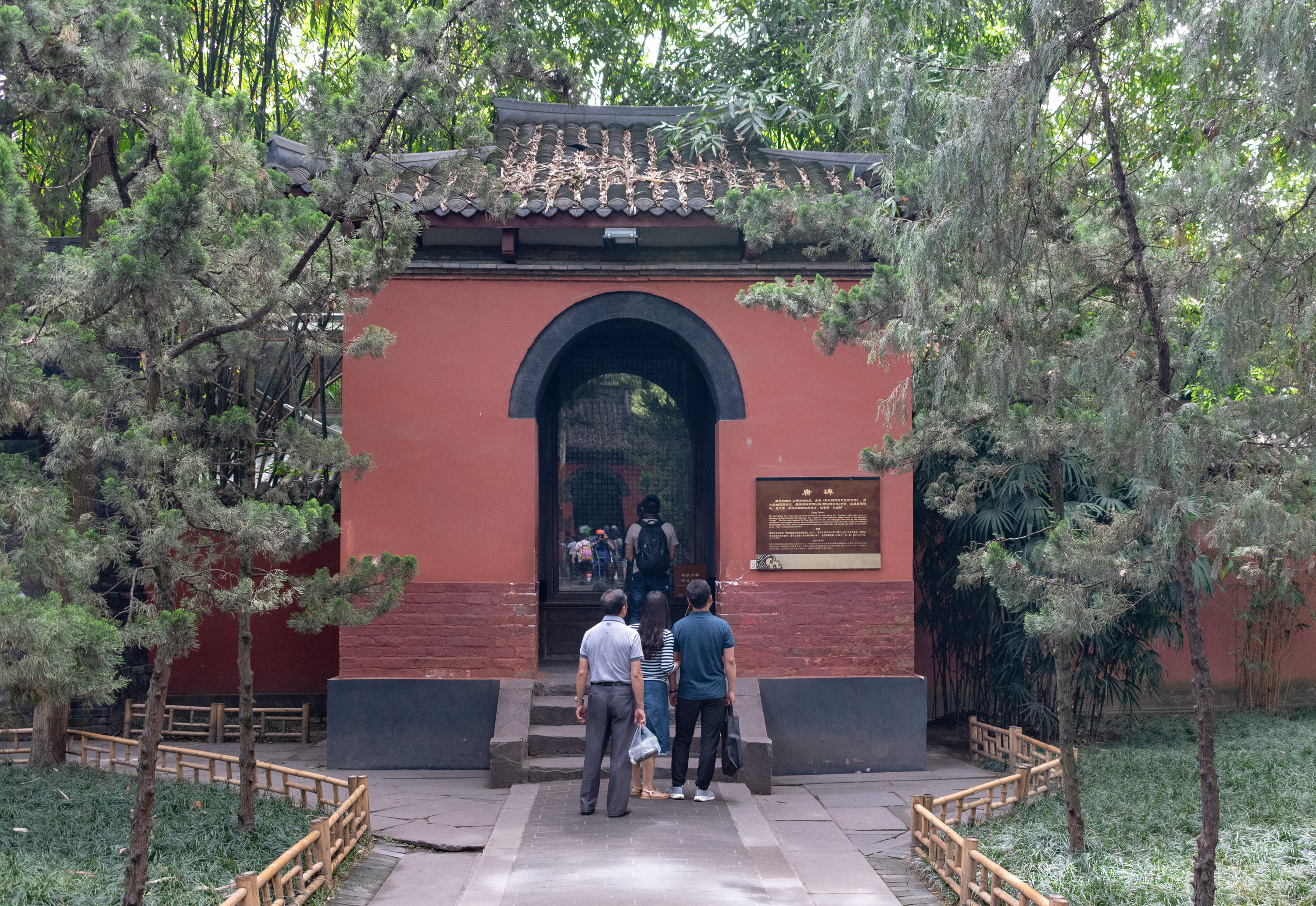
三绝碑
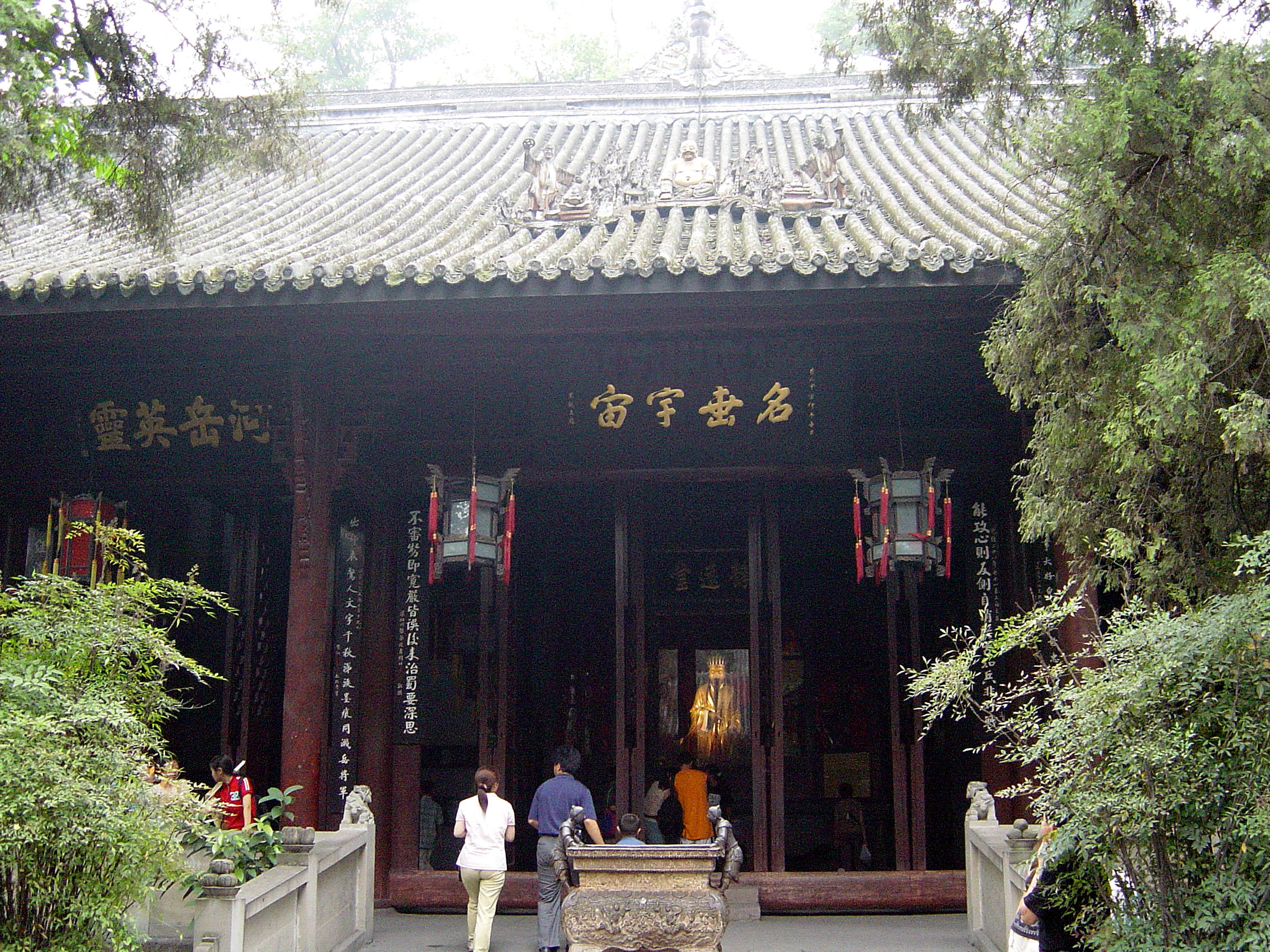
诸葛亮殿
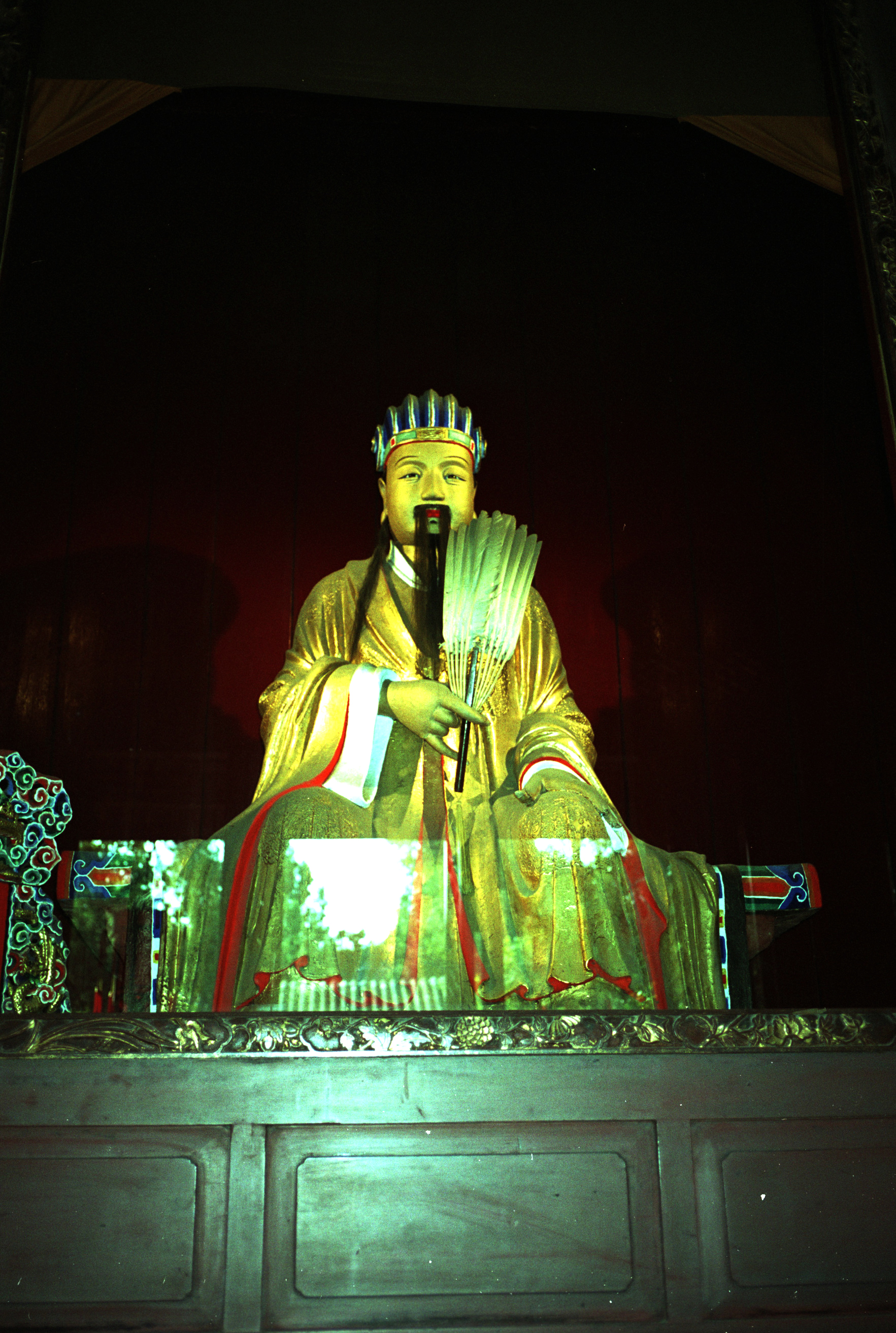
诸葛亮塑像
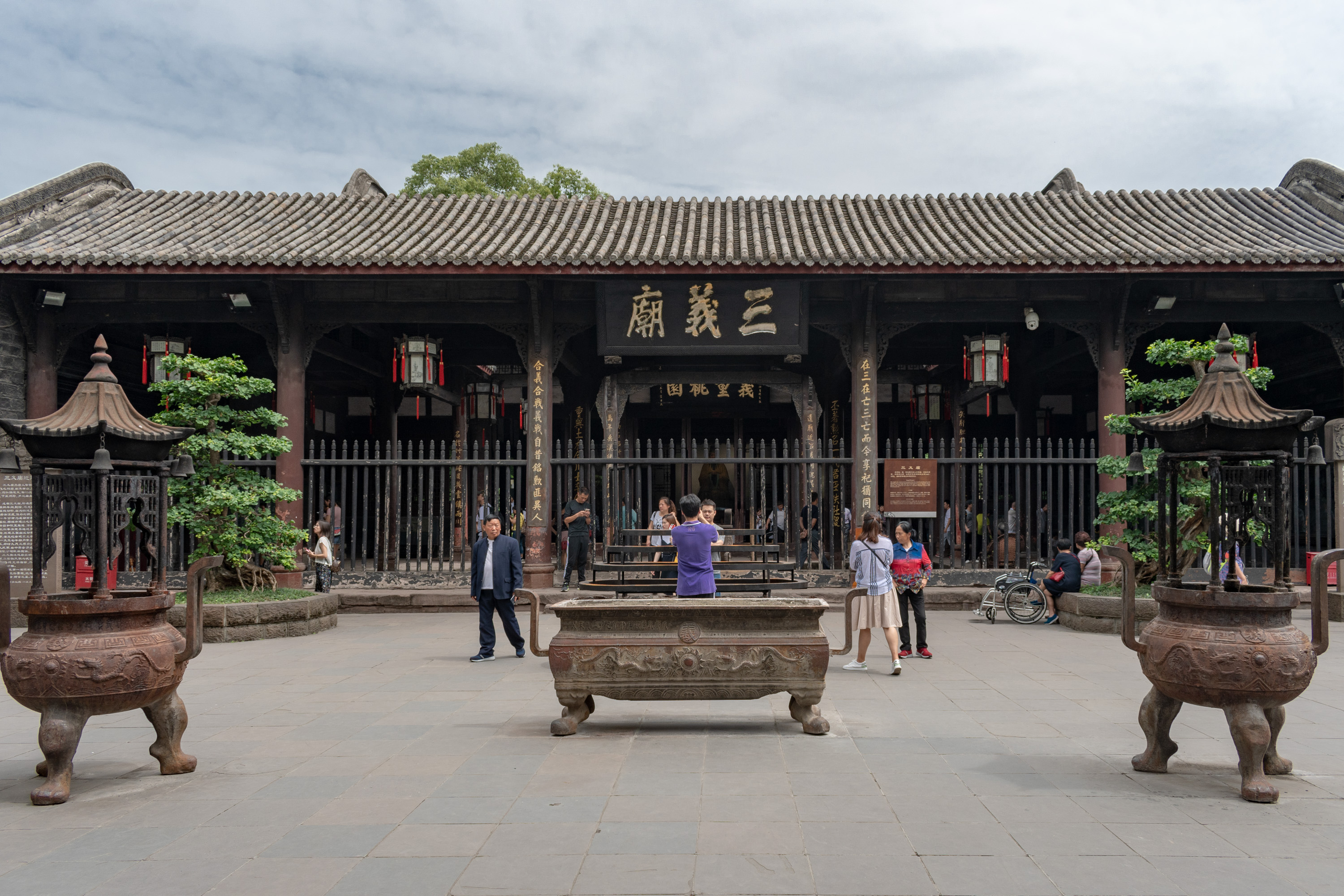
三义庙
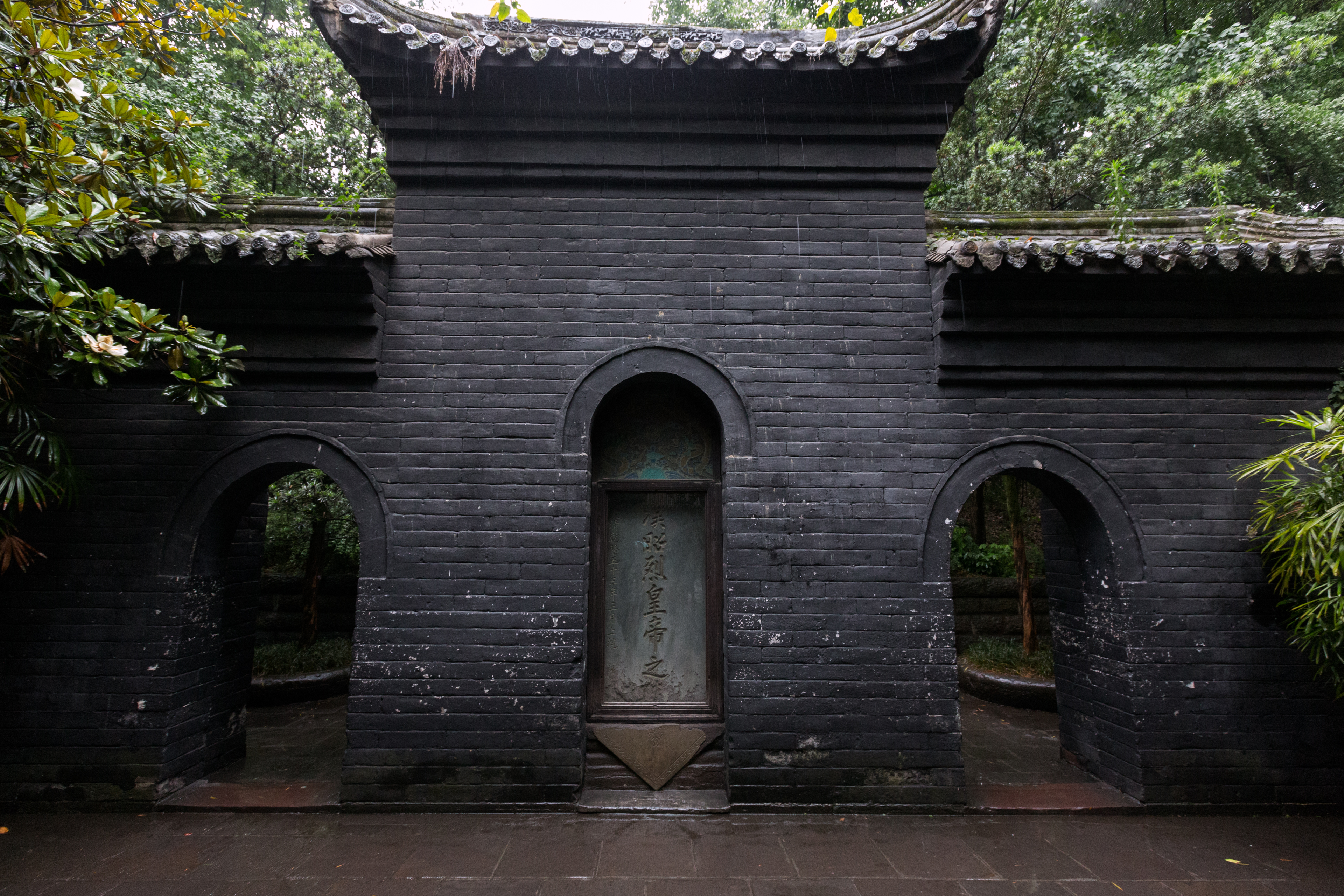
惠陵山门
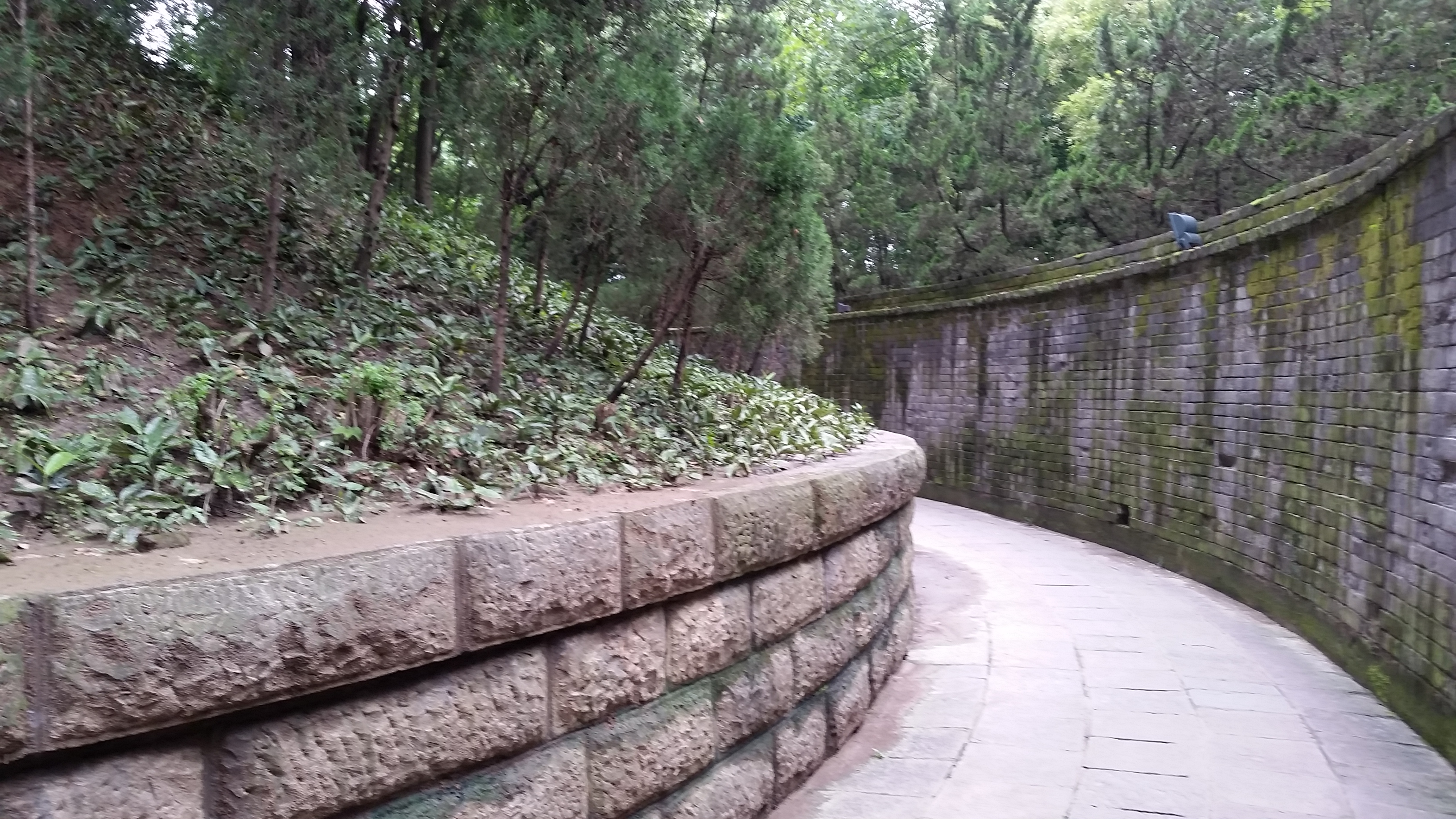
惠陵封土
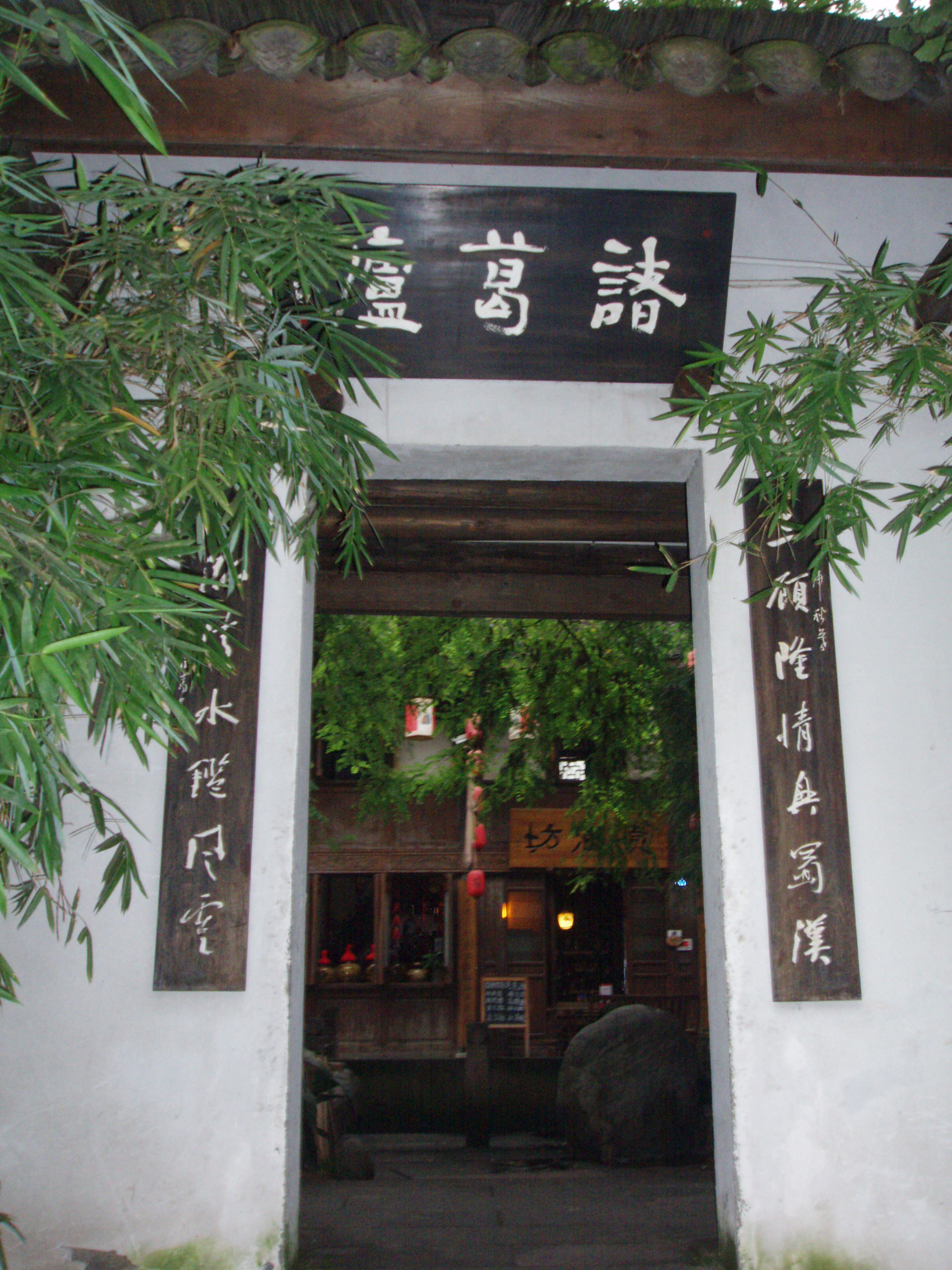
诸葛庐
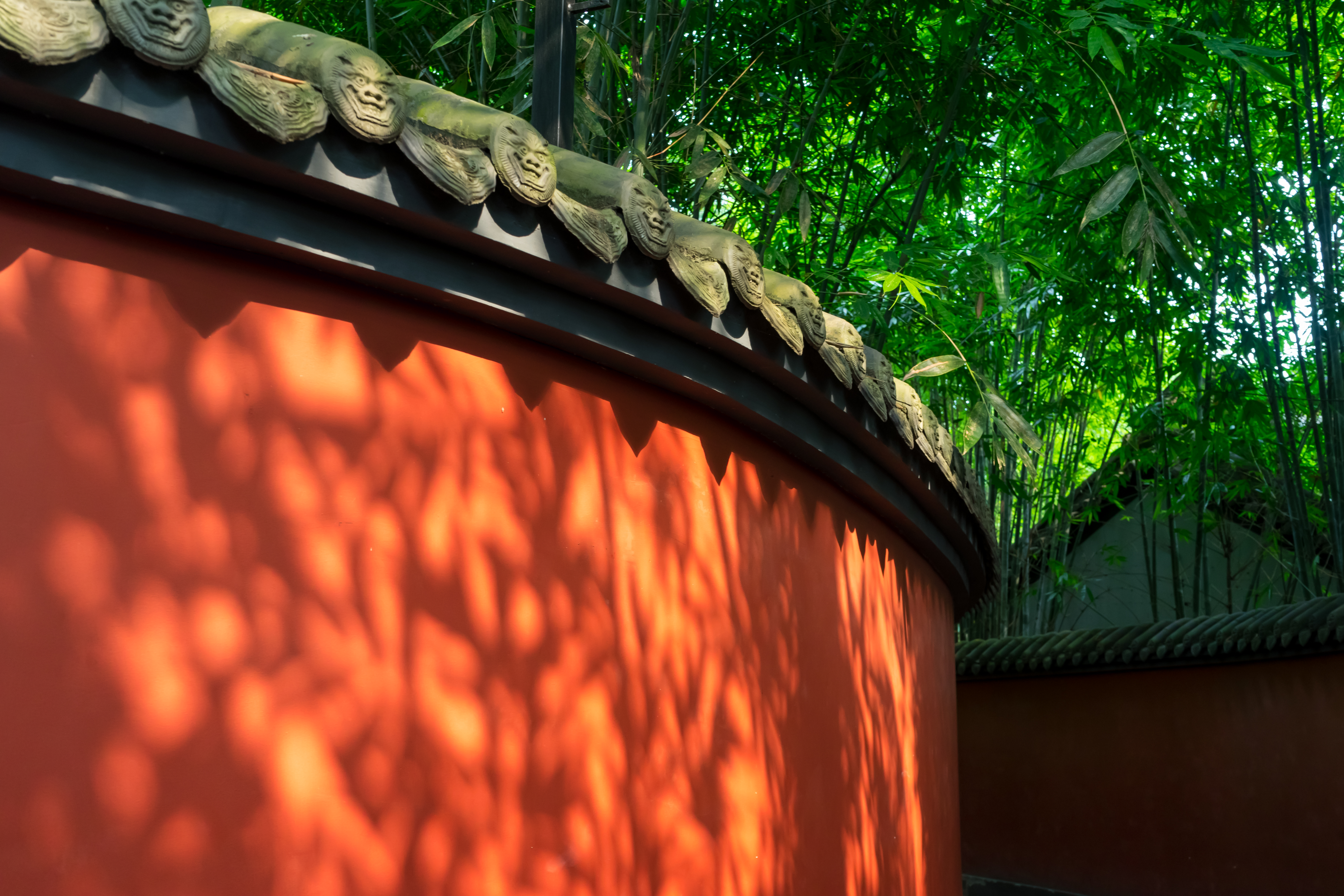
红墙竹影